# Walter Heistermann
Walter Erwin Heistermann (* 14. September 1912 in Augustdorf nahe Bielefeld; † 18. Februar 1998 in Berlin) war ein deutscher Philosoph und Rektor der Pädagogischen Hochschule (PH) Berlin.
Er besuchte die Deutsche Oberschule in Detmold und studierte in Berlin das gymnasiale Lehramt mit Deutsch, Geschichte und ev. Religion von 1933 bis 1937. Dann wurde er Referendar in Berliner Schulen. 1940 verfasste er seine Dissertation mit dem Titel „Reichsgedanke und Reichspolitik in den politischen Schriften von G. W. Leibniz“ und wurde in Berlin promoviert. An der Universität und Technischen Hochschule Bukarest arbeitete er 1942 als Lektor für deutsche Sprache und Literatur. 1945 folgte die einjährige Lehrtätigkeit am Gymnasium. Anschließend bestellte ihn der Oberbürgermeister von Groß-Berlin zum persönlichen Referenten. Seit 1947 lehrte er Philosophie an der PH in Groß-Berlin (Mitte), ab 1948 nach der Sezession in Berlin-Lankwitz.  Neben seinen wissenschaftlichen Arbeiten ist vor allem sein praktisches Wirken hervorzuheben. 1959 übernahm er das Rektorat nach Wilhelm Richter; nach 6 Monaten reichte er „wegen unzulänglicher Zusammenarbeit mit der Senatsverwaltung für Volksbildung“ seinen Rücktritt ein.  Seine Tätigkeit in Lehre und Forschung setzte er fort. Ab 1969 hatte er wiederum das Rektorat inne, bis zu der Eingliederung  der PH in die Berliner Universitäten 1980, als er zum Institut für Philosophie, Wissenschaftstheorie, Wissenschafts- und Technikgeschichte der TU Berlin wechselte. Die PH wandelte sich unter seiner Leitung weiter zu einer wissenschaftlichen Hochschule, die in einigen Bereichen Promotions- und Habilitationsrecht erlangte. In seinen theoretischen Arbeiten entwarf er die Theorie der Sittlichkeit, gipfelnd in einem Begriff der Menschenwürde und des Humanismus, die den Gedanken einschließt, dass der Mensch nicht erziehbar ist, sondern sich selbst erziehen kann und muss.

## Schriften
- Staatsformen und Staatsgewalt, Berlin Hannover 1949, Elektronische Reproduktion 2016
- Erkenntnis und Sein. Untersuchungen zur Einführung in das Wahrheitsproblem und seine geschichtlichen Ursprünge, Detmold 1951
- Über den Wahrheitsbegriff des Pragmatismus, 1952
- Die Wissenschaft vom Menschen als philosophische Anthropologie, 1954
- Die Bedeutung des Menschen in der Philosophie Kants, in: Felsefe Arkivi. Bd. 16, Istanbul 1968
- Um einen zeitgemäßen Humanismus. Gesammelte Schriften zur Anthropologie und Pädagogik, 1, Rheinfelden-Berlin 1990. ISBN 978-3877185650
- Gesammelte Schriften zur Anthropologie und Pädagogik. Bd. 2 Philosophie und Erziehung, 2, Rheinfelden-Berlin 1991. ISBN 9783877185667